# Фредрік Бйорк
Фредрік Бйорк (швед. Fredrik Björck, нар. 22 жовтня 1979, Вестра Йоталанд) — шведський футболіст, захисник клубу «Тромсе».

## Ігрова кар'єра
Народився 22 жовтня 1979 року в місті Вестра Ґеталанд. Вихованець юнацьких команд футбольних клубів «Оллеред» та «Гтеборг».
У дорослому футболі дебютував 1997 року виступами за команду клубу «Вестра Фрелунда», в якій провів п'ять сезонів, взявши участь у 65 матчах чемпіонату.
Згодом з 2003 по 2010 рік грав у складі команд клубів АІК, «Гельсінґборг», «Гельсінґборг», «Ельфсборг» та «Есб'єрг». Протягом цих років виборов титул володаря Кубка Швеції.
До складу клубу «Тромсе» приєднався 2010 року. Наразі встиг відіграти за команду з Тромсе 28 матчів в національному чемпіонаті.

## Титули і досягнення
- Володар Кубка Швеції (1):

«Гельсінгборг»: 2006